# 99 Bishopsgate
99 Bishopsgate – wieżowiec w Londynie (Wielka Brytania), znajdujący się w finansowej dzielnicy City of London. Budynek posiada 26 pięter i mierzy 104 metry. 
Rdzeń i konstrukcja stalowa budynku zostały ukończone w 1976 roku. W tym czasie wieżowiec wyposażony był w najszybsze windy w Europie (6,5 metra na sekundę). Początkowo zajmowany był przez Hong Kong and Shanghai Banking Corporation, spółkę która później przeniosła swą siedzibę do 8 Canada Square w dzielnicy Canary Wharf. Obecnie w budynku mieszczą się siedziby: CRA International, Deutsche Bank, Latham & Watkins, Universities Superannuation Scheme i Korea Development Bank.
24 kwietnia 1993 roku budynek 99 Bishopsgate został poważnie uszkodzony w wyniku zamachu bombowego, dokonanego przez Irlandzką Armię Republikańską (IRA). W wyniku eksplozji ładunku umieszczonego w ciężarówce zginęła jedna osoba (fotograf pisma News of the World), a 44 zostały ranne. Oprócz 99 Bishopsgate uszkodzeniu uległy: stacja metra Liverpool Street, Tower 42 i siedziba banku Barclays.